# Cady Noland
Cady Noland (Washington, 1956) è una scultrice concettuale postmoderna statunitense le cui installazioni sono esposte a livello internazionale.
Il suo lavoro si occupa, tra i vari temi, della promessa fallita del sogno americano e del divario tra la fama e l'anonimato.
Il suo lavoro è stato esposto in musei e mostre tra cui la Whitney Biennial nel 1991 e Documenta 9 a Kassel, in Germania. Ha frequentato il Sarah Lawrence College ed è la figlia del pittore del Color Field Kenneth Noland (1924-2010).

## Stile e temi
Il lavoro di Noland esplora spesso ciò che lei chiama "L'incubo americano", o quegli aspetti della cultura americana che lei considera tossici, come l'arrampicata sociale, il fascino, la celebrità, la violenza e la morte. Descrive questi costrutti sociali come un "gioco". Il lavoro di Noland ha trattato i temi delle restrizioni, sia fisiche che mentali, spesso usando il metallo nelle sue opere, per evocare i sensi di unione o di separazione.
Il tema centrale di Noland nel suo lavoro conserva la paura, sia personale che culturale. Crashed Car è un'opera che è stata causata dal fatto che Noland ha avuto un incidente d'auto in età molto giovane. In Plane Crash enfatizza la sua paura di volare. La famiglia e the SLA that kidnapped Hearst si basano sulla sua paura delle sette. Il suo lavoro più recente è stato definito meno aggressivo e più amichevole per gli spettatori, più stabile e fondato.
Il lavoro di Noland studia inoltre il panorama sociale americano e mostra quanto l'identità sociale americana sia frammentata. Oltre a ciò, realizza sculture che si ispirano al tema dell'umiliazione che in parte vive nella coscienza americana. È tutto in relazione all'istituzione, al contenimento, alla mobilità e allo stile di vita americano.
La disposizione degli oggetti di Noland ha una casualità che mette in discussione lo status dell'oggetto d'arte e la sua posizione artistica. Così come altri colleghi artisti, quali Mike Scott e Laurie Parsons, i dipinti di Cady Noland sono difficili da interpretare. Appropriato da Noland, il ruolo della fotografia per la stampa si espanse in un paese del dopoguerra che stava comprendendo ed esportando se stesso attraverso le immagini. Noland è nota per aver rifrattato una foto di cui si appropria attraverso la materialità dell'immagine stessa. Viene quindi trasferita tramite serigrafia dalla fonte alla superficie. Secondo Noland, riprodurre l'immagine significa inserirla in una categoria di conoscenza e comprensione. Qualcosa che si trasforma in un ritorno continuo.

## Storia delle mostre
I suoi lavori sono stati esposti in musei e mostre tra cui la Whitney Biennial nel 1991 e Documenta 9 a Kassel, in Germania.
Mostre personali del lavoro di Noland sono state organizzate dalla Paula Cooper Gallery di New York (1994), dal Museum Boijmans Van Beuningen a Rotterdam (1995) e dal Wadsworth Atheneum di Hartford, Connecticut (1996).
Un'ampia panoramica del lavoro dell'artista è stata aperta nell'ottobre 2018 al Museum of Modern Art, MMK di Francoforte, in Germania.

## Mostre
The American Dream (2010–2011) è stata una mostra di assemblaggi e serigrafie che hanno mostrato lo studio di Noland dal 1989 al 1995. Questa è stata la data della sua ultima presentazione personale nei Paesi Bassi al Museo Boijmans Van Beuningen di Rotterdam.
Nella sua opera Not Yet Titled (Bald Manson Girls Sit-In Demonstration, 1993-1994), Noland cambia sia l'immagine che il testo. È una fotografia di filo metallico che cattura quattro delle giovani donne della famiglia Manson che si inginocchiano su un marciapiede.

## Mercato dell'arte
Noland ha stabilito il record per il prezzo più alto mai pagato per un'opera d'arte da una donna viva (6,6 milioni di dollari), per il suo lavoro del 1989 Oozewald venduto da Sotheby's Nell'autunno del 2012 la stessa casa d'aste, Sotheby's, ha rimosso la sua stampa in alluminio Cowboys Milking (1990) da una vendita contemporanea dopo che l'artista ha "rinnegato" l'opera. Sia Noland che la casa d'aste furono successivamente citate in giudizio dal proprietario dell'opera, il gallerista Marc Jancou, per ventisei milioni di dollari (di cui venti milioni erano stati richiesti a Noland e sei a Sotheby's). Nel novembre 2012 un giudice ha archiviato e respinto la causa di Jancou.
La serigrafia rossa su alluminio di Noland del 1989 di Lee Harvey Oswald, intitolata Bluewald, è stata venduta per 9,8 milioni di dollari da Christie's nel maggio del 2015, stabilendo un nuovo record d'aste per l'artista.
Nel giugno del 2015, il collezionista dell'Ohio Scott Mueller ha intentato una causa presso la Corte Distrettuale degli Stati Uniti per il Distretto Meridionale di New York cercando di annullare il suo acquisto del 2014 della scultura Log Cabin (1990) di Noland per 1,4 milioni di dollari; ha affermato che Noland aveva "rinnegato" l'opera non avendo approvato l'ampio restauro del pezzo.